# Летище Манас
Международно летище Манас (на киргизки: Манас эл аралык аэропорту) е най-голямото летище в Киргизстан.
Намира се на 25 километра на север-северозапад от столицата Бишкек. Летището оперира 24 часа в денонощието и е сертифицирано за кацане по CAT II според ILS.
На територията на летището се намира и Транзитен център Манас, който се използва от Въоръжените сили на САЩ като основна снабдителна и логистична въздушна база за коалиционните операции в Афганистан. През 2007 г. летището претърпява основен ремонт, изградени са нови магазини и кафенета, най-вече обслужващи коалиционния персонал.
Редовни граждански полети има до Москва, Ростов на Дон, Санкт Петербург, Иркутск, Калининград, Новосибирск, Киев, Астана, Алмати, Ташкент, Душанбе, Сеул, Инчхън, Урумчи, Машхад, Истанбул, Дубай, както и регионални полети вътре в страната.